# Modo goblin

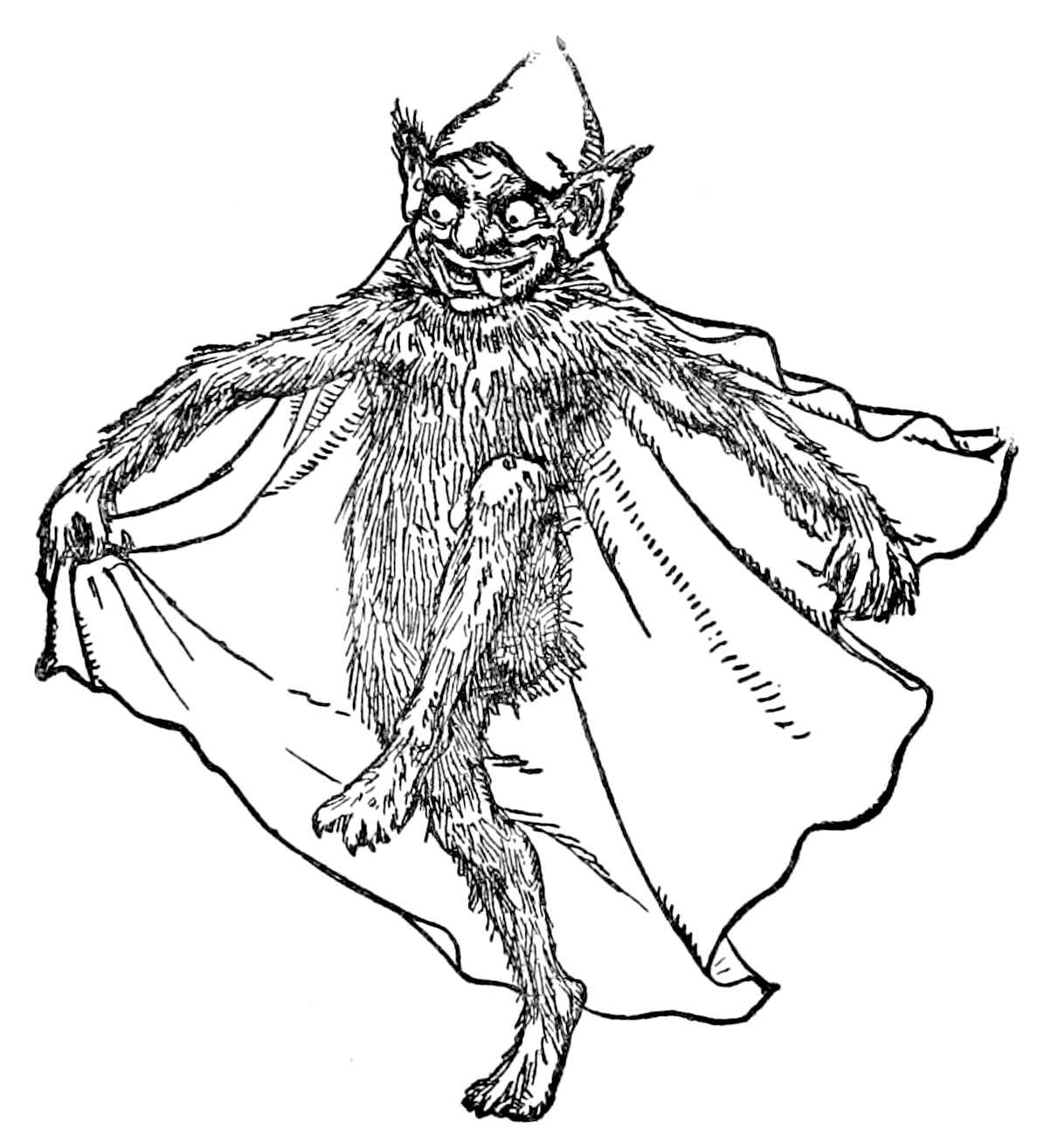
Ilustración de un goblin por John D. Batten, en "English Fairy Tales"

Modo goblin es un neologismo que refiere aceptar la pereza y holgazanería, rechazando las expectativas sociales de una manera hedonista y nihilista sin preocuparse por la imagen de uno mismo. Si bien el uso del término se remonta a 2009 con diferentes definiciones, se cree que se popularizó por primera vez en 2015 cuando humorista screwball británico Sam Jelbert comentó que su amigo Toby "estaba entrando en Modo Goblin" en su habitación de hotel en Nueva York.
El término se volvió a viralizar a principios de 2022, debido a un tuit de la shitpostera @JUNlPER en el que aparecía una falsa noticia de una entrevista con la actriz Julia Fox, en la que supuestamente había usado la frase. La imagen provocó un gran aumento en las búsquedas en línea de "modo goblin", lo que llevó a Fox a aclarar que nunca usó el término. El término también se ha relacionado con una publicación viral de Reddit en la que un usuario admitió actuar "como un goblin" al estar solo en casa.
El término se volvió rápidamente viral en redes sociales como TikTok, frecuentemente como reacción ante otras modas como el cottagecore o la superación personal. En abril de 2022, el magnate sudafricano Elon Musk publicó una imagen macro en la que implícitamente atribuye su propuesta de adquisición de Twitter, Inc. a que se puso en "modo goblin". En junio de 2022, el término fue definido en Dictionary.com como "jerga para referirse a una manera de comportarse que cede intencionalmente y sin vergüenza a hábitos y actividades sin darle importancia a las normas o expectaciones sociales". En diciembre de 2022, encuestados seleccionaron al término como Palabra del Año de entre una lista creada por Oxford Languages, la cual también incluía los términos metaverso y #IStandWith.
La popularidad del modo goblin puede estar relacionada con el rechazo a estilos de vida perfectamente calculados y cuidados mostrados por algunas personas en redes sociales. La tendencia también se ha asociado con una manera de sobrellevar los efectos de la pandemia de COVID-19 en la sociedad, pues está descrita como una manera de vida que permite a la gente rechazar las normas sociales y aceptar sus instintos básicos.